# Districtul Na Duang
Na Duang (în thailandeză นาด้วง) este un district (Amphoe) din provincia Loei, Thailanda, cu o populație de 25.232 de locuitori și o suprafață de 590,0 km².

## Componență
Districtul este subdivizat în 4 subdistricte (tambon), care sunt subdivizate în 41 de sate (muban).
| Nr. | Nume        | În thailandeză | Sate | Locuitori |  |
| --- | ----------- | -------------- | ---- | --------- |  |
| 1.  | Na Duang    | นาด้วง          | 12   | 9,359     |  |
| 2.  | Na Dok Kham | นาดอกคำ        | 17   | 9,433     |  |
| 3.  | Tha Sa-at   | ท่าสะอาด        | 7    | 3,546     |  |
| 4.  | Tha Sawan   | ท่าสวรรค์        | 5    | 2,894     |  |